# Pevnost Modlin
Pevnost Modlin (polsky Twierdza Modlin), dříve pevnost Novogeorgijevsk (rusky Крепость Новогеоргиевск, Kreposť Novogeorgijevsk), leží v Polsku, severozápadně od Varšavy, na soutoku Visly a Narewu. Její počátek sahá do roku 1806, kdy vláda knížectví Varšavského z Napoleonova rozkazu zahájila výstavbu řady pevností a vojenských staveb, které potřeboval k zabezpečení týlu francouzské armády pro připravovanou válku s Pruskem a zvláště pak s Ruskem.

## Historie
Projekt vypracoval vedoucí inženýr napoleonské armády gen. Chasseloup. Pevnost se budovala šest let do roku 1812. Práce řídili polští inženýři kapitán Mallet a Mieciszewsky a francouzští generálové Prevo-Vernois a Haxo. 
V roce 1813 dobyli pevnost Rusové v rámci protiofenzívy proti francouzským vojskům. V letech 1830 až 1840 přistoupili Rusové při realizaci obecného plánu pevnostní obrany Visly k modernizaci modlinské pevnosti. Další úpravy byly realizovány v 60. letech 19. století. Kolem roku 1873 vypracoval ruský generální štáb plán opevnění viselsko-narewského, který měl zahrnout trojúhelník pevností Modlin–Varšava–Zegrze. Na základě tohoto plánu byla pevnost po roce 1880 obklopena prstencem samostatných pevností. Vybudovaný pás se skládal z osmi tvrzí na obvodě kruhu o poloměru asi 4 km.

### Pevnost během světových válek

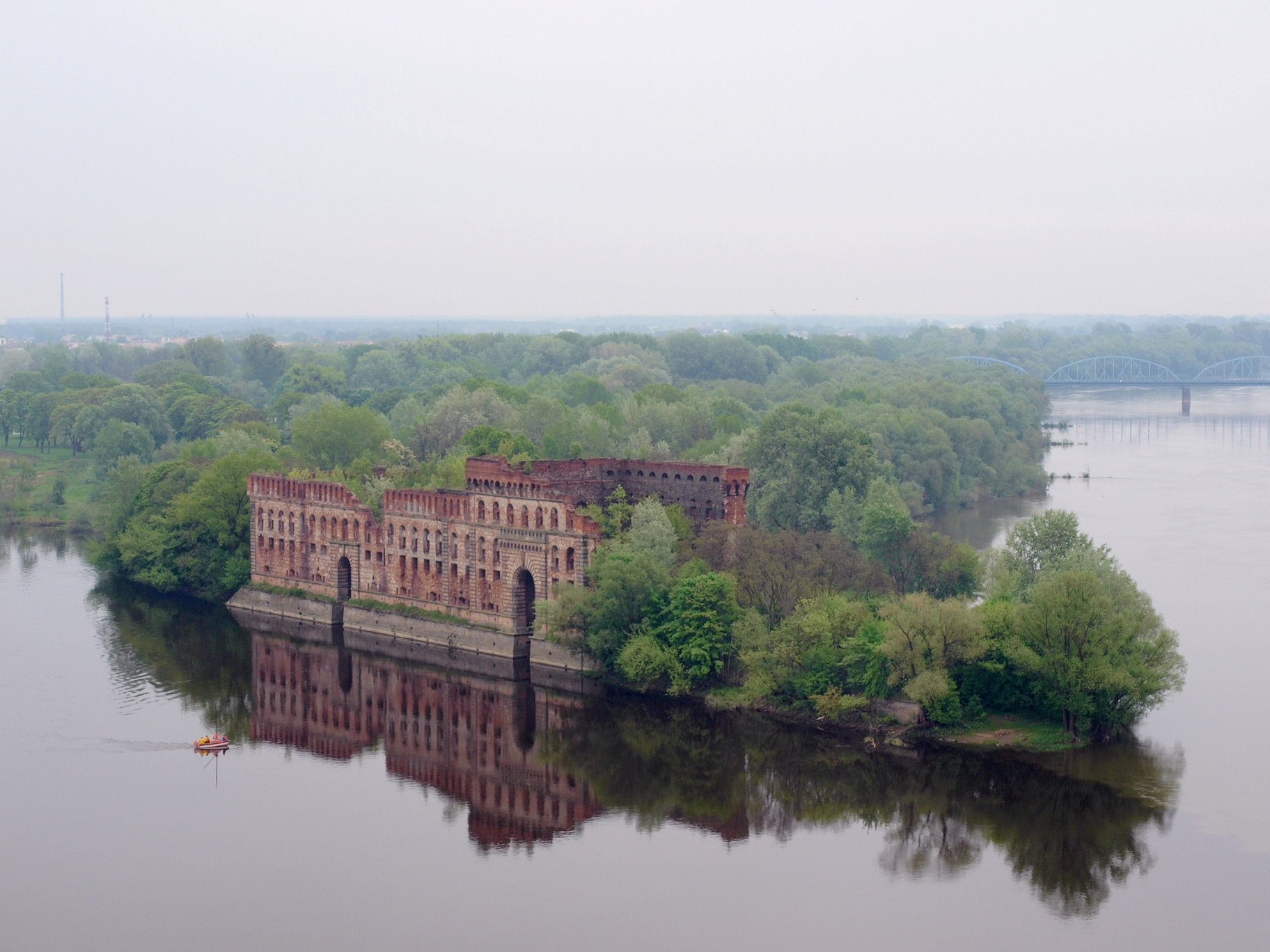
Pevnostní sýpky na soutoku Visly a Narewu

Další přestavba byla prováděna v posledních letech před počátkem první světové války. Plán ruského generálního štábu z roku 1912 předpokládal další rozšíření novou linií fortů ve vzdálenosti 8 až 12 km od citadely. Přes intenzivní práce nebyla modernizace do vypuknutí války dokončena. Opevňovací práce trvaly až do doby útoku německých vojsk pod velením gen. Besselera 10. srpna 1915. Boj a pád pevnosti Modlin v roce 1915 měl dramatický a bleskový průběh. Dne 17. července 1915 vyjela skupina ženijních důstojníků z velitelství pevnosti na inspekci prací prováděných na čelním postavení severního sektoru pevnosti. Po inspekci se důstojníci vraceli zkratkou do citadely a dostali se mimo obvod vlastních postavení. V okolí Barkowa byl jejich automobil neočekávaně napaden palbou průzkumné hlídky německé armády, která právě obsazovala předpolí pevnosti. Hlavní inženýr plk. Korotkevič byl zabit, ostatní zajati. Kořistí německé hlídky se stala brašna obsahující plán pevnosti s úplnou dokumentací umístění jednotlivých staveb a palebných postavení. Veliká pevnost kapitulovala sotva po deseti dnech obrany.
V průběhu útoku na Polsko v druhé světové válce byla pevnost významným obranným bodem, kapitulovala jako jedna z posledních 29. září 1939.

## Současnost
V současnosti jsou některé prostory v pevnosti otevřené pro veřejnost.